# Sarothrogastra leonardi
Sarothrogastra leonardi är en skalbaggsart som först beskrevs av Auguste Lameere 1912.  Sarothrogastra leonardi ingår i släktet Sarothrogastra och familjen långhorningar. Inga underarter finns listade i Catalogue of Life.